# SN 2006rx
SN 2006rx – supernowa typu IIn odkryta 17 listopada 2006 roku w galaktyce A234310-2040. Jej maksymalna jasność wynosiła 19,02m.